# Гваранья, Джоаккино
Джоаккино Гваранья (итал. Gioacchino Guaragna, 17 июня 1908 — 19 апреля 1971) — итальянский фехтовальщик-рапирист, многократный олимпийский чемпион и чемпион мира.

## Биография
Родился в 1908 году в Милане. В 1927 году стал обладателем бронзовой медали Международного первенства по фехтованию. В 1928 году принял участие в Олимпийских играх в Амстердаме, где стал обладателем золотой медали в командном первенстве. В 1929 году он в составе команды завоевал золотую медаль Международного первенства по фехтованию в Неаполе. В 1930 году на Международном первенстве по фехтованию в Льеже стал обладателем золотой медали к командном первенстве, и бронзовой — в личном. В 1931 году на Международном первенстве по фехтованию в Вене вновь получил золотую медаль в составе команды. В 1932 году принял участие в Олимпийских играх в Лос-Анджелесе, где стал обладателем серебряной медали в командном первенстве (а в личном первенстве стал 4-м). В 1933 году на Международном первенстве по фехтованию в Будапеште завоевал золотые медали в личном и командном первенствах. В 1936 году на Международном первенстве по фехтованию в Варшаве стал обладателем золотой медали в составе команды. В 1936 году принял участие в Олимпийских играх в Берлине, где стал обладателем золотой медали в командном первенстве (а в личном первенстве стал 5-м).
В 1937 году был проведён первый официальный чемпионат мира по фехтованию; при этом Международная федерация фехтования также признала чемпионатами мира все проходившие ранее Международные первенства. В 1938 году на чемпионате мира в Пьештянях Джоаккино Гваранья вновь стал обладателем золотых медалей личного и командного первенства.